# Kirił Stanczew
Kirił Nikołow Stanczew, bułg. Кирил Николов Станчев (ur. 14 grudnia 1895 w Kjustendile, zm. 11 kwietnia 1968) – bułgarski wojskowy (generał porucznik), opozycyjny działacz antymonarchistyczny w okresie międzywojennym, przewodniczący Związku Wojskowego po zakończeniu II wojny światowej.

## Życiorys
W marcu 1916 r. ukończył w stopniu podporucznika szkołę wojskową w Sofii. Uczestniczył w I wojnie światowej. 14 października 1917 r. został awansowany do stopnia porucznika. Po jej zakończeniu kontynuował karierę wojskową. 30 stycznia 1923 r. awansował na kapitana, zaś 1 stycznia 1933 r. na majora. Jednocześnie działał w Związku Wojskowym. W 1934 r. wziął udział w antymonarchistycznym przewrocie wojskowym. Po jego klęsce został aresztowany i skazany na karę śmierci. Wkrótce zamieniono ją na dożywotnie pozbawienie wolności. W 1940 r. wyszedł na wolność w wyniku amnestii, po czym powrócił do armii. 5 października tego roku awansował na pułkownika. W latach 1941–1944 studiował prawo na uniwersytecie w Sofii. Po przeprowadzeniu zamachu stanu 9 września 1944 r., przystąpił do Frontu Ojczyźnianego. Był członkiem delegacji wysłanej do dowództwa sowieckiego 3 Frontu Ukraińskiego. Następnie awansowano go na generała majora. Objął dowództwo 2 Armii, uczestniczącej w operacji niskiej, a następnie kosowskiej. Po zakończeniu wojny stanął jednocześnie na czele Związku Wojskowego, który opowiedział się przeciwko władzy komunistycznej i dlatego został zdelegalizowany. W 1946 r. aresztowano go i po procesie skazano na dożywotnie pozbawienie wolności. W 1958 r. wyszedł na wolność. W 1990 r. został zrehabilitowany, zaś w 1992 r. awansowano go pośmiertnie na generała porucznika.